# Albrecht Meydenbauer

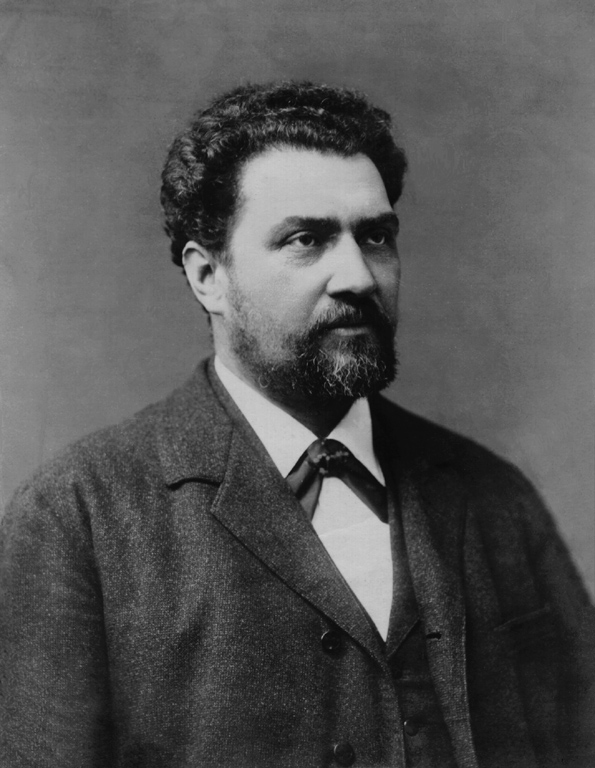
Albrecht Meydenbauer

Albrecht Meydenbauer es considerado padre de la fotogrametría arquitectónica y de la conservación del patrimonio cultural construido.

## Biografía
- Arquitecto alemán, nacido el 30 de abril de 1834 en Tholey, y fallecido el 15 de noviembre de 1921 en Bad Godesberg).

- Autor del término "fotogrametría" utilizándolo por primera vez en un artículo de una revista de arquitectura, publicada en diciembre de 1867.

- Fundador del Königlich Preußische Meßbildanstalt (Real Instituto Fotogramétrico Prusiano).

En 1858 tuvo la idea de utilizar imágenes fotográficas para la documentación métrica de edificios.  Era consciente del riesgo que corrían los elementos del patrimonio construido, y estaba convencido de que los objetos del patrimonio cultural más importantes debían ser retratados de manera tal que fuera posible su reconstrucción en caso de desastre.  Es por esto que, además de ser aceptado como uno de los padres de la fotogrametría moderna, se le considera un visionario en el campo de la conservación del patrimonio construido.
A pesar de la demostrada precisión y eficacia de sus métodos frente a las técnicas tradicionales, le costó más de 25 años de lucha el conseguir el reconocimiento de las autoridades como un método de representación fidedigna.  
En 1885 fue llamado al Ministerio de Cultura Prusiano, donde se le adjudicó la tarea de aplicar sus técnicas fotogramétricas para la documentación de los monumentos culturales.  El 1 de abril de dicho año se fundó el  Königlich Preußische Meßbildanstalt, la primera institución fotogramétrica de la historia.
Meydenbauer fue el fundador y director del instituto hasta el año de 1909.  En el momento de su jubilación, el instituto contaba con un archivo de 11.000 fotografías de unos 1.200 monumentos, así como 1.600 imágenes de 100 edificios en otras partes de Alemania, y unas 800 de objetos históricos fuera de Alemania (principalmente Grecia, Líbano y Turquía).

## Cámaras
Meydenbauer consideraba que las cámaras de la época no era adecuadas para realizar tal función, por lo que en 1867 construyó su primera cámara, que contaba con las siguientes características:
- Lente fija Pantoshop de 105°
- Cuerpo rígido
- Palancas de nivelación de la cámara
- Dispositivo de alineación del eje de la cámara
- Definición del plano imagen mediante un marco con marcas fiduciales para los ejes de coordenadas.
- Formato de imagen 40x40 cm
- Utilización de un vidrio como sustrato para la emulsión, con el fin de obtener la máxima planeidad en la película

Se utilizaban métodos de topografía convencional para localizar las posiciones de las cámaras, así como varios puntos de control en la escena.  
Gracias a todo esto, los mapas resultantes tenían una exactitud de 0,2 mm.
Continuó desarrollando modelos propios, como por ejemplo las dos cámaras de formato menor (20 x 20 cm) que presentó en 1872, una de ellas con una focal de 12 cm y la otra 21 cm.  Lo innovador de estos modelos era que la placa se podía cambiar "in situ" gracias a un contenedor estanco.  La cámara se desmontaba del trípode, se introducía en el contenedor, y se realizaba en él el cambio de placa.
Por desgracia, hoy no se conserva ninguna de las cámaras con las que se llevó a cabo la labor del Meßbildanstalt, ya que fueron todas ellas destruidas durante la 1.ª Guerra Mundial.  Existen dos cámaras en el Schweizer Gesellschaft für die Erhaltung historischer Kunstdenkmäler (Sociedad Suiza para la Conservación de Monumentos Históricos), que fueron encargadas a Meydenbauer  en el año 1896, pero nunca fueron utilizadas por él o su equipo.